# Charles Mitchell
Charles D. Mitchell (Lyon, 13 settembre 1989) è un giocatore di football americano statunitense che gioca nel ruolo di safety per gli Atlanta Falcons della National Football League (NFL). Fu scelto nel corso del sesto giro (192º assoluto) del Draft NFL 2012 dai Falcons. Al college ha giocato a football a Mississippi State.

## Carriera professionistica

### Atlanta Falcons
Il 28 aprile 2012, Mitchell fu scelto nel corso del sesto giro del Draft 2012 dagli Atlanta Falcons. Nella sua stagione da rookie disputò 10 partite, nessuna delle quali come titolare, mettendo a segno 1 tackle.

## Statistiche
| Partite totali      | 10 |
| Partite da titolare | 0  |
| Tackle totali       | 1  |
| Sack                | 0  |
| Intercetti          | 0  |

Statistiche aggiornate alla stagione 2012